# Saint-Mayeux
Saint-Mayeux är en kommun i departementet Côtes-d'Armor i regionen Bretagne i nordvästra Frankrike. Kommunen ligger i kantonen Corlay som tillhör arrondissementet Saint-Brieuc. År 2022 hade Saint-Mayeux 460 invånare.

## Befolkningsutveckling
Antalet invånare i kommunen Saint-Mayeux
Referens:INSEE